# Calanques
Koordinaten: 43° 12′ 39″ N, 5° 26′ 40″ O

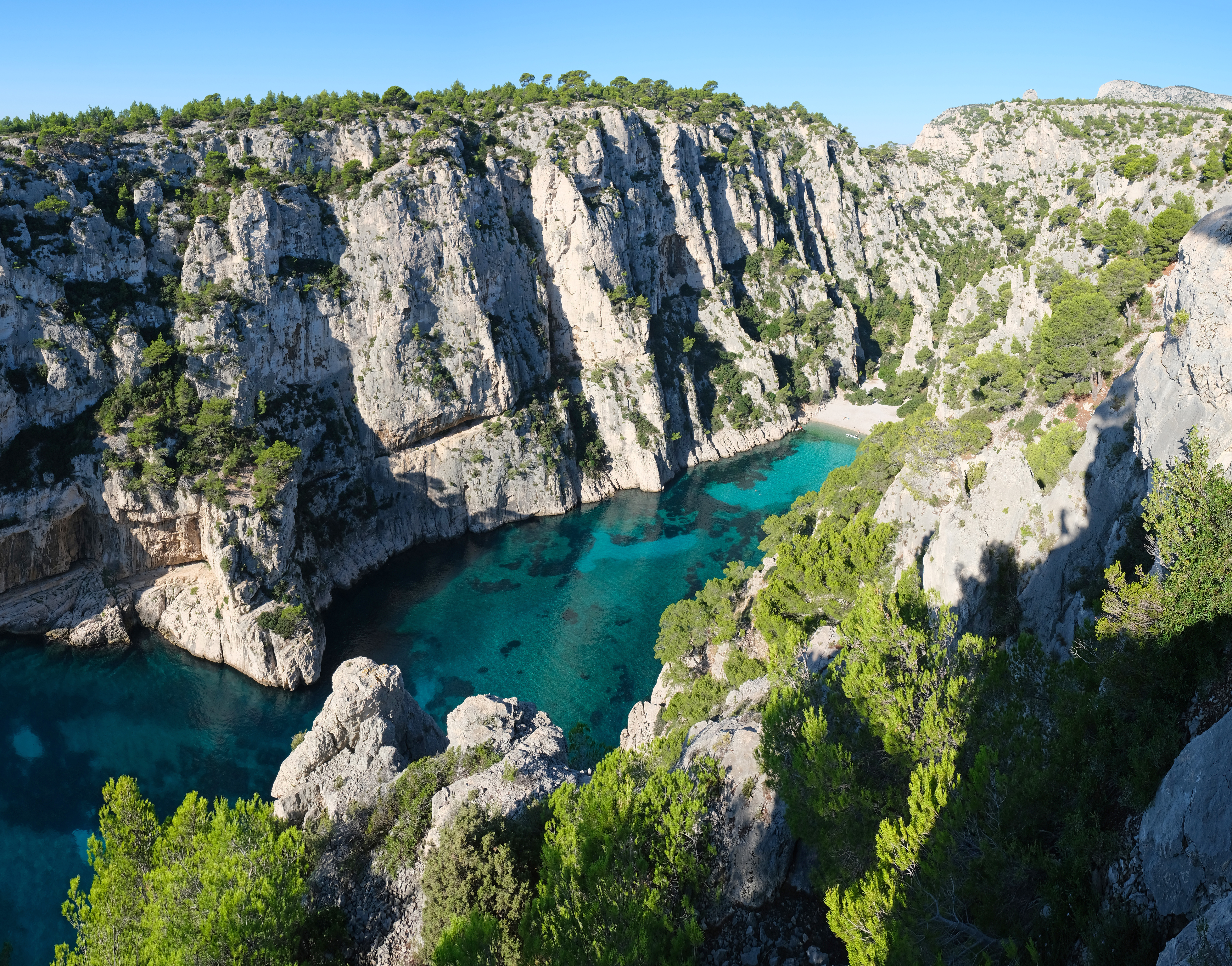
Calanque d'En-Vau

Die Calanques, auch bekannt unter den Namen Calanques de Marseille, Calanques de Cassis oder Massif des Calanques, sind ein Mittelgebirge in Südfrankreich, im Départements Bouches-du-Rhône, das zwischen den Städten Marseille und Cassis liegt. Der etwa 20 km lange Küstenstreifen des Mittelmeeres besteht aus einer Aneinanderreihung von tiefen und engen, schluchtartigen Buchten. Solch eine Bucht wird Calanque genannt. Der höchste Punkt der Bergkette ist der Mont Puget mit 565 m, der östlich von Marseille und dem Massif de Marseilleveyre liegt. Die Calanques und die Küste von Cassis bis La Ciotat wurden im April 2012 zum Nationalpark Calanques (Parc National des Calanques) erklärt.

## Topographische Lage
Die einzelnen Calanques sind in das Massif de Marseilleveyre und den Mont Puget eingegraben. Sie erstrecken sich von dem Hafenstädtchen Les Goudes im Marseiller Vorort la Madrague de Montredon bis zum Cap Croisette in der Calanque Port-Miou, der einzigen Calanque der Gemeinde Cassis.
Von Les Goudes bis Cassis gibt es 27 Calanques. Die 17 größten und bekanntesten sind:
- la calanque de Callelongue: Hafen, Restaurant und Tauchzentrum der UCPA;
- la calanque de la Mounine: enge Bucht, die hinter dem Col du Sémaphore liegt und das Tal la Mounine abschließt;
- la calanque de Marseilleveyre: kleine Bar mit Restaurant, Tauchzentrum, zu Fuß von Callelongue erreichbar;
- la calanque des Queyrons: windgeschützter kleiner Kieselstrand;
- la calanque de Podestat: Kieselstrand, westlich liegt eine kleine schattige Grotte;
- la calanque de Cortiou: Abfluss der Kläranlage von Marseille;
- la calanque de Sormiou: Hafen mit kleinem Dorf, eingeschränkte Zufahrt mit dem Auto, bekanntes Klettergebiet;
- la calanque de la Triperie: Unterwassereingang zur Grotte Cosquer, kein Zugang;
- la calanque de Morgiou: Hafen mit kleinem Dorf, eingeschränkte Zufahrt mit dem Auto, bekanntes Klettergebiet;
- la calanque de Sugiton: vielbesuchte, familienfreundliche Bucht, zu Fuß vom Campus de Luminy erreichbar;
- la calanque des Pierres-Tombées: FKK-Strand;
- la calanque de l’Œil de Verre: schwieriger Zugang nur für erfahrene Wanderer;
- la calanque du Devenson: geschützt durch 200 m hohe Felsen, nur mit dem Boot oder durch Abseilen erreichbar;
- la calanque de l’Oule: eingebettet zwischen 70 m Felsen, nur mit dem Boot erreichbar;
- la calanque d’En-Vau: überlaufen, Kieselstrand, steile Felswände schließen die Bucht ein, bekanntes Klettergebiet;
- la calanque de Port-Pin: zu Fuß in 30 Minuten von Cassis erreichbar;
- la calanque de Port-Miou: nahe dem Ort Cassis, Jachthafen, östlicher Zugang zum Massif des Calanques.

Auf den vor Marseille liegenden Inseln Ratonneau, Pomègues, Riou und Plane haben sich auch mehrere Calanques gebildet.

## Entstehung der Calanques

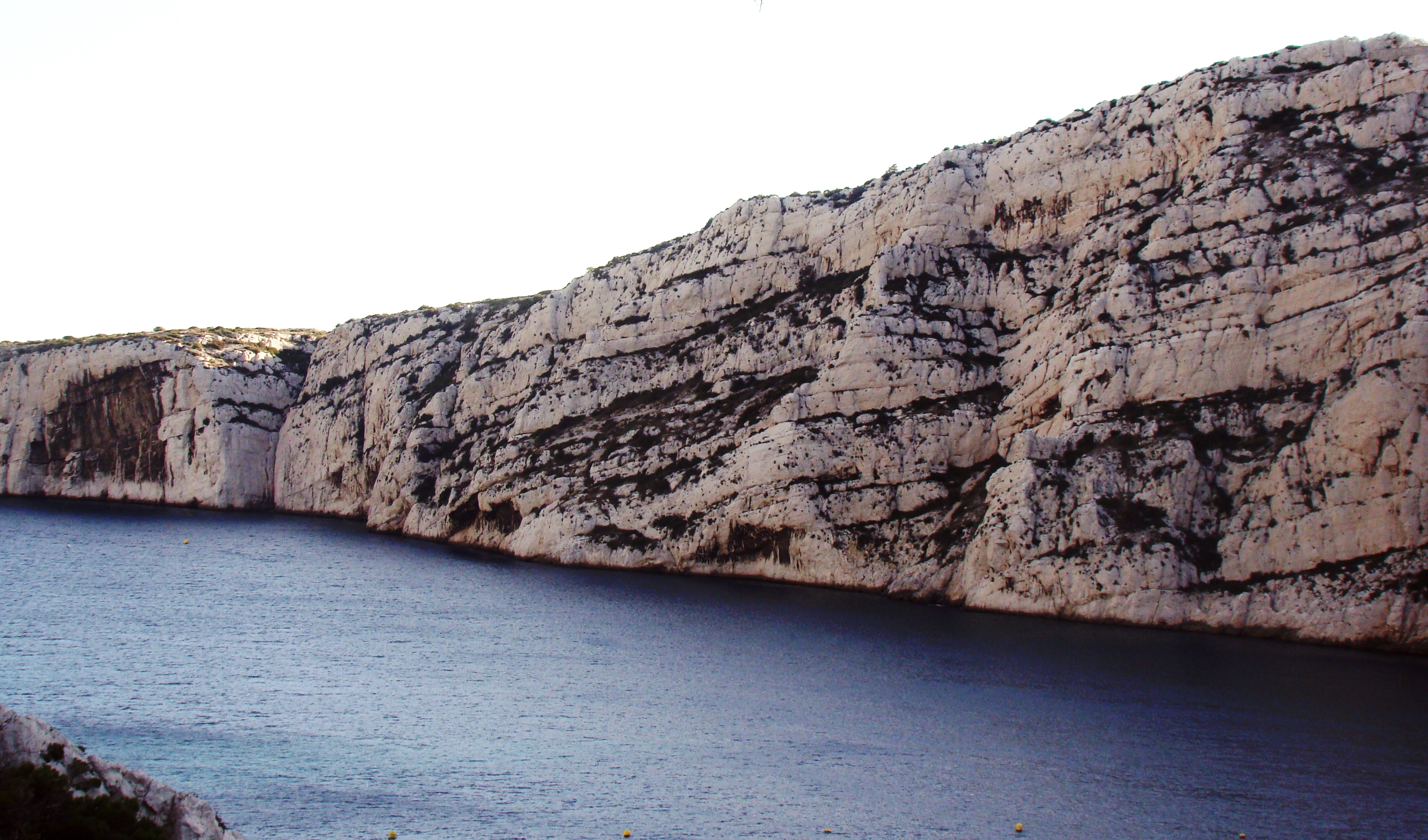
Sub-horizontale Schichtung des Gesteins

Das Massif des Calanques besteht aus Kalkstein, der sich im Wesentlichen im Mesozoikum gebildet hat. Das Mesozoikum umfasst die Zeitspanne von vor 250 Millionen Jahren bis vor 65 Millionen Jahren. Das Gestein entstand im Laufe von Millionen Jahren zwischen der Mitte des Jura vor etwa 150 Millionen Jahren und der Kreide vor etwa 110 Millionen Jahren. Dabei entstand Sedimentgestein in tieferen Wasserzonen durch Meeresablagerungen mineralischer und organischer Stoffe, die unter dem Druck von Wasser und jüngeren, darüber liegenden Gesteinsschichten komprimiert und verfestigt wurden. In flachen Wasserzonen bildeten sich Korallenriffe. Fossile Meeresorganismen zeugen von diesen Ablagerungen. Darauffolgende tektonische Aktivitäten führten zu horizontalen Bewegungen und Verwerfungen. Erosion ebnete die Verwerfungen wieder ein.
Während der messinischen Salinitätskrise vor 5,96 bis 5,32 Millionen Jahren wurde das Mittelmeer vom Atlantik isoliert. In der Folge sank sein Wasserspiegel bis zu 1.500 m unter den des Atlantiks ab. Die Flüsse, die ins Mittelmeer flossen, vertieften ihre Täler um Hunderte von Metern. Die fluviale Erosion durch kleinere Bäche und Flüsse schuf wahrscheinlich auch im Massif des Calanques zahlreiche tiefe, steilwandige Täler.
Vor etwa 1,5 Millionen Jahren, zu Beginn des Quartärs, hob sich die gesamte Region, und eine neue Erosionsperiode begann mit den eiszeitlichen Meeresspiegelsenkungen. Während dieser glazialen Niedrigwasserperioden bildeten sich entlang der Mittelmeerküste weitere steilwandige Täler durch die Erosion durch Flüsse, die in das Meer mündeten, welches etwa 100 Meter tiefer lag als heute.
Der Anstieg des Meeresspiegels des Mittelmeers nach den großen Eiszeiten überflutete vor etwa 12.000 Jahren einen Teil der Schluchten, so dass sie heute unter Wasser weit ins Meer hineinreichen. In dieser Zeit wurden auch die äußersten Teile des Festlands zu Inseln. Durch Verkarstung bildeten sich große Höhlen (Saint-Michel d'Eau douce) und unterirdische Flüsse (z. B. in der Calanque de Port-Miou und der Calanque de Sugiton).
Der Norden des Massif de Marseilleveyre und die Hochebene von Carpiagne bestehen aus dem ältesten Gestein, das aus dem Jura stammt, mit einem Alter von 200 Millionen bis 140 Millionen Jahren. Der größte Teil des Massif des Calanques sowie die Inseln bestehen aus urgonischem Kalkstein, etwa 115 Millionen Jahre alt, welcher sehr hart und von weißer Farbe ist und von Korallen in einem flachen warmen Meer aufgebaut wurde. Zwischen Luminy und des Calanque de Sugiton findet man aber auch dolomitische, eher sandige Kalke des Valanginium, die etwa 140 Millionen bis 134 Millionen Jahre alt sind.

## Hydrologie

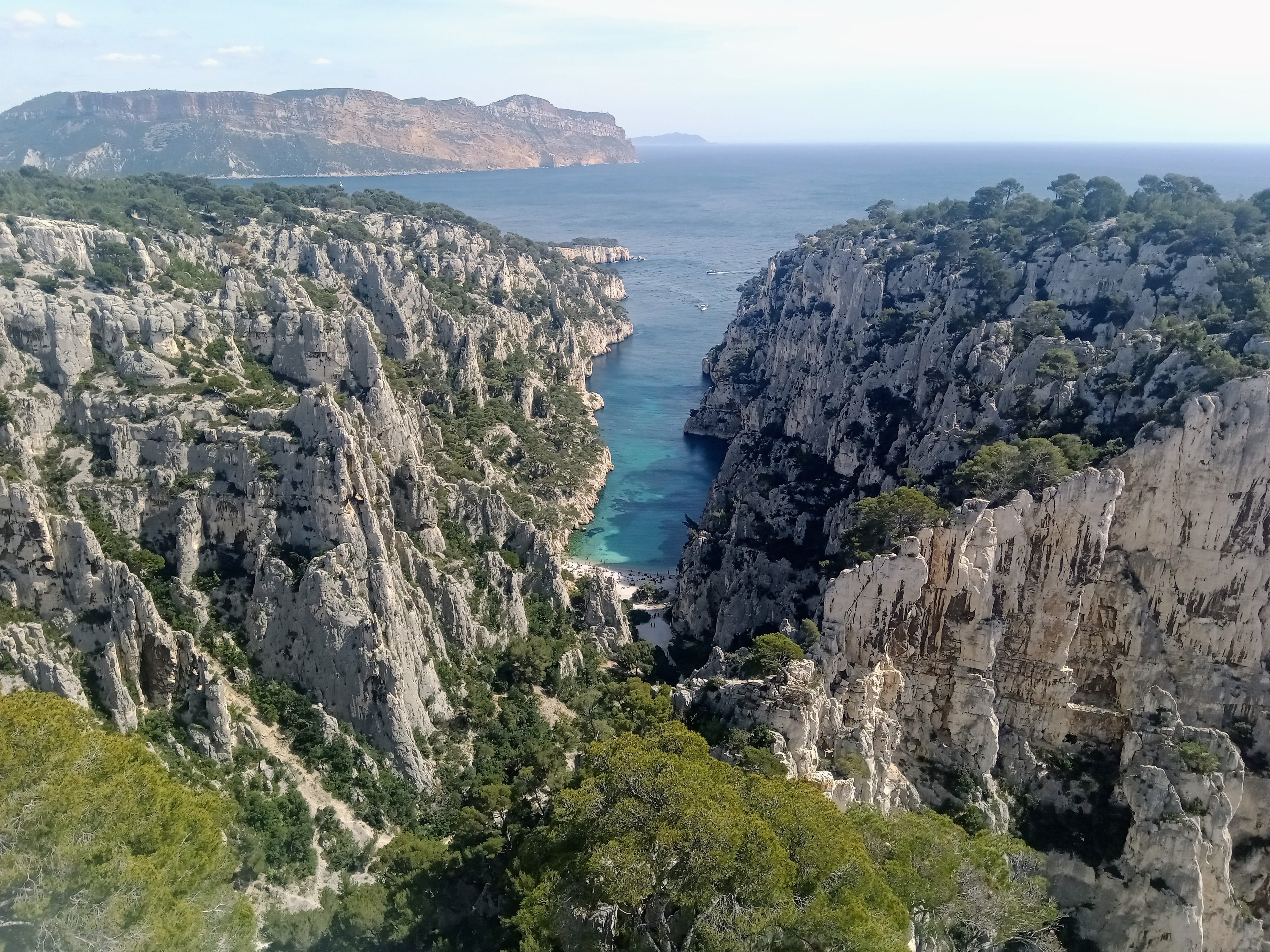
Die Calanque d’En-Vau, ein überflutetes altes Flussbett

Das Wasser des Mittelmeeres vor der Calanquesküste ist oft kühler als in den umliegenden Meeresregionen. Dies liegt einerseits daran, dass die Klippen im Meer steil abfallen ohne seichtere Küstengewässer. Zum anderen existieren zahlreiche kalte Süßwasserquellen unter der Meeresoberfläche, die durch ein Netzwerk unterirdischer Bäche gespeist werden, die sowohl das Massif de Marseilleveyre als auch die Hochebenen Carpiagne entwässern. Diese Phänomen der Karstquellen ist von allen Kalkküsten des Mittelmeers bekannt, da der Meeresspiegel während der Eiszeiten des Quartärs erst um etwa 135 m sank, bevor er vor etwa 10.000 Jahren wieder das heutige Niveau erreichte und so die Quellen und Bäche überschwemmte.
Ein unterirdischer Fluss mit einer beträchtlichen Fließgeschwindigkeit und einem Volumenstrom von 5 m³/s bis 7 m³/s endet fast auf Meereshöhe in der Calanque Port-Miou. Er kommt wahrscheinlich aus dem Massif de Sainte-Baume und wird von einem 1.000 km² großen Grundwasservorkommen unter der Provence gespeist. Eine solche Durchflussmenge könnte mehr als eine Million Menschen mit Trinkwasser versorgen.
Eine weitere Karstquelle endet einige Dezimeter unter dem Meeresspiegel des Strandes von Bestouan (am Westausgang von Cassis), wodurch das Wasser dieses Strandes selbst im Hochsommer sehr kalt ist.

## Klima
In den Calanques herrscht mediterranes Klima mit starker Trockenheit. Die vorhandene Feuchtigkeit stammt im Wesentlichen aus der Verdunstung des Meerwassers sowie aus starken Regenfällen im Herbst und Winter. Die Regenfälle sind jedoch durch lange Trockenperioden getrennt. Aufgrund des Abflusses kommen sie nur sehr bedingt der Vegetation zugute. Die durchschnittliche Niederschlagsmenge liegt bei etwa 600 mm pro Jahr. Das Cap Croisette, das Tor zu den Calanques im Westen, ist mit durchschnittlich 360 mm das trockenste Gebiet Frankreichs. Die Heftigkeit mancher Niederschläge ist extrem. So wurde von Météo-France am 1. Dezember 2003 innerhalb von zwei Stunden eine Niederschlagsmenge von 218 mm in Marseille und von 235 mm in Cassis gemessen.
Zusammen mit hohen Temperaturen hat der Wind einen großen Einfluss auf die Verdunstung, insbesondere an der Küste. Der Mistral und der häufig starke Nordwestwind machen 43 % der windigen Tage aus. An der Meeresoberfläche führen diese Winde zu sehr starken Strömungen und damit zum Aufsteigen von Tiefenwasser. Wenn der Mistral weht, kann die Wassertemperatur an der Oberfläche innerhalb weniger Stunden um bis zu 10 K abnehmen, d. h. von 23 °C – 25 °C auf 13 °C – 15 °C. Dieses aufsteigende Tiefenwasser ermöglicht eine hohe Biodynamik an der Küste durch die Anreicherung des Wassers mit Mineralien.

## Lebensräume
In den Calanques gibt es keine Wasserläufe auf Grund der geringen Niederschlagsmengen und der Verkarstung des Untergrundes. In den südseitigen, mistral-geschützten Lagen bildet sich ein Mikroklima aus, bestimmt durch die Wärmeregulierung des Meeres, der Sonneneinstrahlung und den hohen weißen Felswänden. Im Winter sind Temperaturdifferenzen von 10 K zwischen den südseitigen und den nordseitigen Lagen beziehungsweise der Innenstadt von Marseille möglich.  Die Bestandsaufnahme der Lebensräume, die im Rahmen der Natura-2000-Studie durchgeführt wurde, weist für die Calanques sechsundzwanzig natürliche Lebensräume aus, zu denen noch vierzig gemischte Lebensräume hinzukommen. Es gibt vier große Gruppen: Felslebensräume mit Klippen und Geröllhalden, Waldlebensräume mit klimatisch bedingten Kiefernwäldern, offene Lebensräume wie Rasen und Garrigue sowie Küstenlebensräume. Natura 2000 hat die geschützten Tiere und Pflanzen in einer Liste zusammengefasst.

### Flora
Die Calanques sind ein außergewöhnliches Ökosystem, in dem selbst subtropische Pflanzenarten die Kälteperioden des Quartärs überstanden haben. Es gibt kaum fruchtbare Erde auf dem Karstboden. Die Kalksteinfelsen mit ihren Geröllhalden sind von zahlreichen Rissen und Spalten durchzogen, in denen sich die Wurzeln der Pflanzen verankern können. Aufgrund der trockenen Standorte beziehen die Pflanzen ihr Wasser aus verdunstendem Meerwasser und der mit salzigen Wassertröpfchen angereicherten Meeresluft. Auch morgendlicher Tau trägt zur Wasserversorgung der Pflanzen bei. Die Vegetation der Calanques ist nicht bodendeckend, sondern gedeiht in Form von vereinzelten, relativ niedrigen Büschen. Das Gebiet ist größtenteils von Macchienvegetation bedeckt: Heidekräuter (Erica), Dornpolster aus Astragale de Marseille (Astragalus tragacantha), Lorbeerblättriger Schneeball (Viburnum tinus), Kermes- oder Stech-Eiche (Quercus coccifera), Raue Stechwinde (Smilax aspera) und Wacholder sowie kleinen Wäldchen aus Aleppo-Kiefern. Darüber hinaus kommen endemische Arten vor wie der Skopendien-Farn oder das Sabline de Provence (Arenaria provincialis), eines der Symbole der Calanques. Insgesamt kann man davon ausgehen, dass etwa 83 Arten entweder geschützt sind oder auf der Liste der bedrohten Arten stehen.

### Fauna

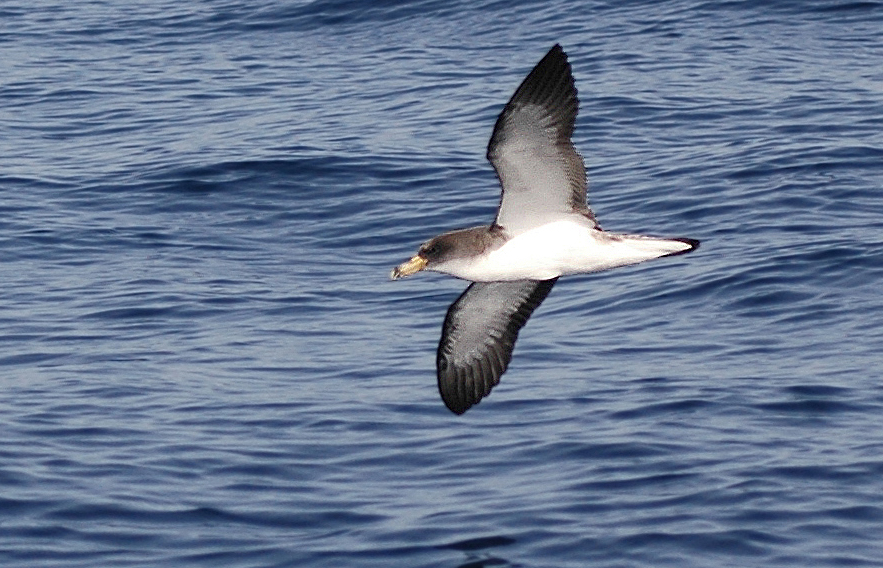
Corysturmtaucher

Die Fauna der Calanques ist entweder angepasst, dies gilt besonders für Insekten, oder ist ein Relikt aus früheren Zeiten wie der Habichtsadler. Die größte europäische Eidechsenart, die Perleidechse, lebt ebenso hier wie die Bulldoggfledermaus. Das Massiv beherbergt einen hohen Anteil an Seevögeln. 30 % der Population der Corysturmtaucher (Calonectris borealis, französisch Puffin cendré) Frankreichs leben hier. Dazu kommen in den Küstengewässern noch Meeresschildkröten und Delfine.
Die hier lebenden Wirbellosen sind gut an den Lebensraum angepasst. Dabei handelt es sich entweder um Coleopteren (Käfer), die Elytren haben, die sie vor dem Austrocknen schützen (z. B. der  Große Eichenbock), oder um Schmetterlinge.

## Cosquer-Höhle
Südöstlich von Marseille am Cap Morgiou liegt die von Henri Cosquer entdeckte Cosquer-Höhle mit Höhlenmalereien aus der Zeit zwischen 27.000 und 19.000 v. Chr., die Bisons, Pferde, Steinböcke aber auch Meerestiere wie Robben und Alkenvögel darstellen. Ihr Eingang liegt 37 m unter der Meeresoberfläche und ist durch ein Gitter verschlossen.

## Tourismus

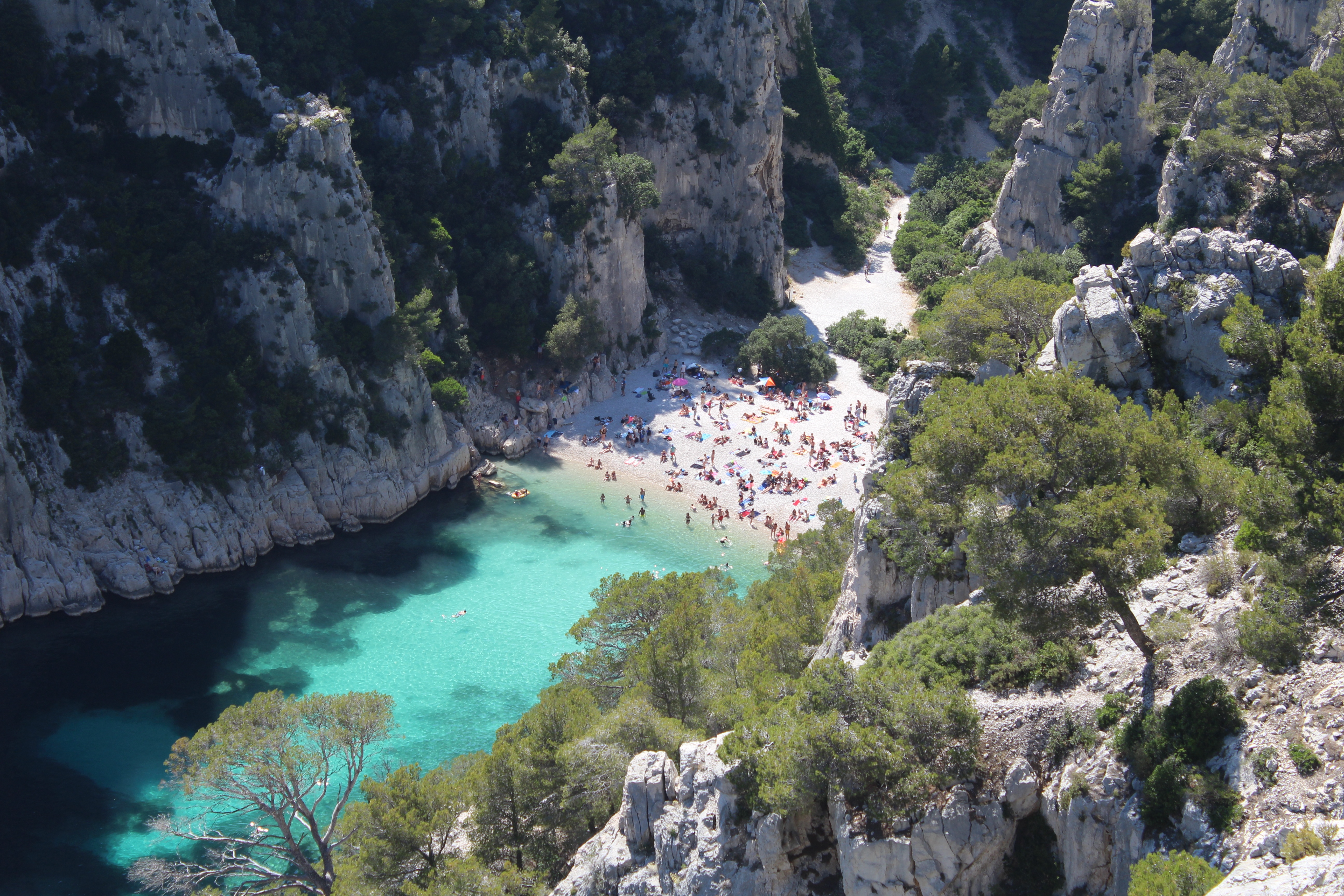
Stark frequentierter Strand der Calanque d’en-Vau

Im Jahr 2008 verzeichneten die Calanques zwei Millionen Besucher. Zum Schutze der Natur wurde der Nationalpark Calanques nach jahrelanger schwieriger Vorarbeit im April 2012 als zehnter französischer Nationalpark gegründet. Im Jahr 2020 erleben die Calanques einen Besucherrekord mit geschätzten mehr als drei Millionen Besuchern. Die Calanques sind Opfer ihres Erfolgs und des Phänomens des Übertourismus. Die Besucher konzentrieren sich dabei auf die beliebtesten Orte En-Vau, Port-Pin, Morgiou, Sormiou und Sugiton. In der Calanque de Sormiou werden Spitzenwerte von 2.000 Personen/Tag erreicht, in En-Vau von 1.000 Personen/Tag. Die akzeptable Schwelle liegt bei einigen hundert Besuchern pro Tag und Standort. In der Calanque de Sugiton sind die Auswirkungen auf die Flora durch wiederholtes Betreten und die dadurch verursachte Bodenerosion unübersehbar. Diese touristische Überlastung existiert aber auch an leicht zugänglichen Kletter-, Tauch- und Bootsankerplätzen.
Didier Réault, der Präsident des Nationalparks Calanques, sprach sich für die Regulierung der Besucherströme aus, nicht für ein Zutrittsverbot, und entschied sich für eine Organisationslogistik der „geringsten Auswirkungen“. Um Autos, Motorräder und Boote zurückzudrängen, beschloss die Nationalparkführung unter anderem die Einführung einer Besucherquote für die Calanque de Sugiton, die am stärksten von der Überfüllung betroffen ist.

## Aktivitäten

### Wandern
Wegen Brandgefahr ist der Zugang zum Massif des Calanques vom 1. Juni bis zum 30. September reglementiert (eingeschränkter Zugang bei großer Hitze, vollständiges Verbot bei Wind usw.). Per prefektoralem Erlass werden Dauer und Art der Verbote festgelegt. Diese werden täglich an die Wetterlage angepasst und auf der Website des Nationalparks veröffentlicht.
Obwohl das Massif des Calanques am Meer liegt, birgt es ähnliche Risiken wie Bergwanderungen. Die Wege sind steil, teilweise sehr ausgesetzt und somit riskant für ungeübte Wanderer. Starker Mistral beinhaltet das Risiko bei Böen, das Gleichgewicht zu verlieren, was insbesondere auf Bergrücken und entlang exponierter Pfade gefährlich ist. Wegen der vielen Spaziergänger und Wanderer ist der Boden aus Kalksteinfelsen von den zahlreichen Passagen häufig wie poliert und sehr rutschig.
Als Standardwanderausrüstung wird folgendes empfohlen: gute Wander- oder Trailschuhe, Kopfbedeckung und Sonnencreme (mindestens Lichtschutzfaktor 30 und 50+ für Kinder), Sonnenbrille (100 % UV-Filter und polarisierend), Mobiltelefon, Verpflegung und vor allem Wasser. Im Massif des Calanques gibt es kaum Schatten. Die Mitnahme von 1,5 l Wasser pro Person ist die Basismenge. Jeder Person sollte noch mindestens 0,5 Liter Wasser pro Wanderstunde mitnehmen. Einige Wasserstellen wurden in den Randgebieten des Massivs eingerichtet wie an der Schranke von Luminy, dem Parkplatz von La Cayolle, bei der Busendhaltestelle Madrague de Montredon und am Start des GR 51-98. Vorhandenes Oberflächenwasser ist generell ungenießbar (wie z. B. Grand Malvallon, Fontaine de Voire).
Das Massiv kann auf mehrere Routen von West nach Ost, d. h. von der Calanque de Callelongue bis nach Cassis durchquert werden.
- Um alle Calanques so nah wie möglich am Meer zu durchwandern, sind 12 Stunden zu veranschlagen bei einer Weglänge von 28 km.[18]
- Der direktere Fernwanderweg GR 51-98 erfordert 6,5 Stunden effektive Gehzeit bei eine Länge von 21 km bis Port-Miou, inklusive 1000 m positivem Höhenunterschied.

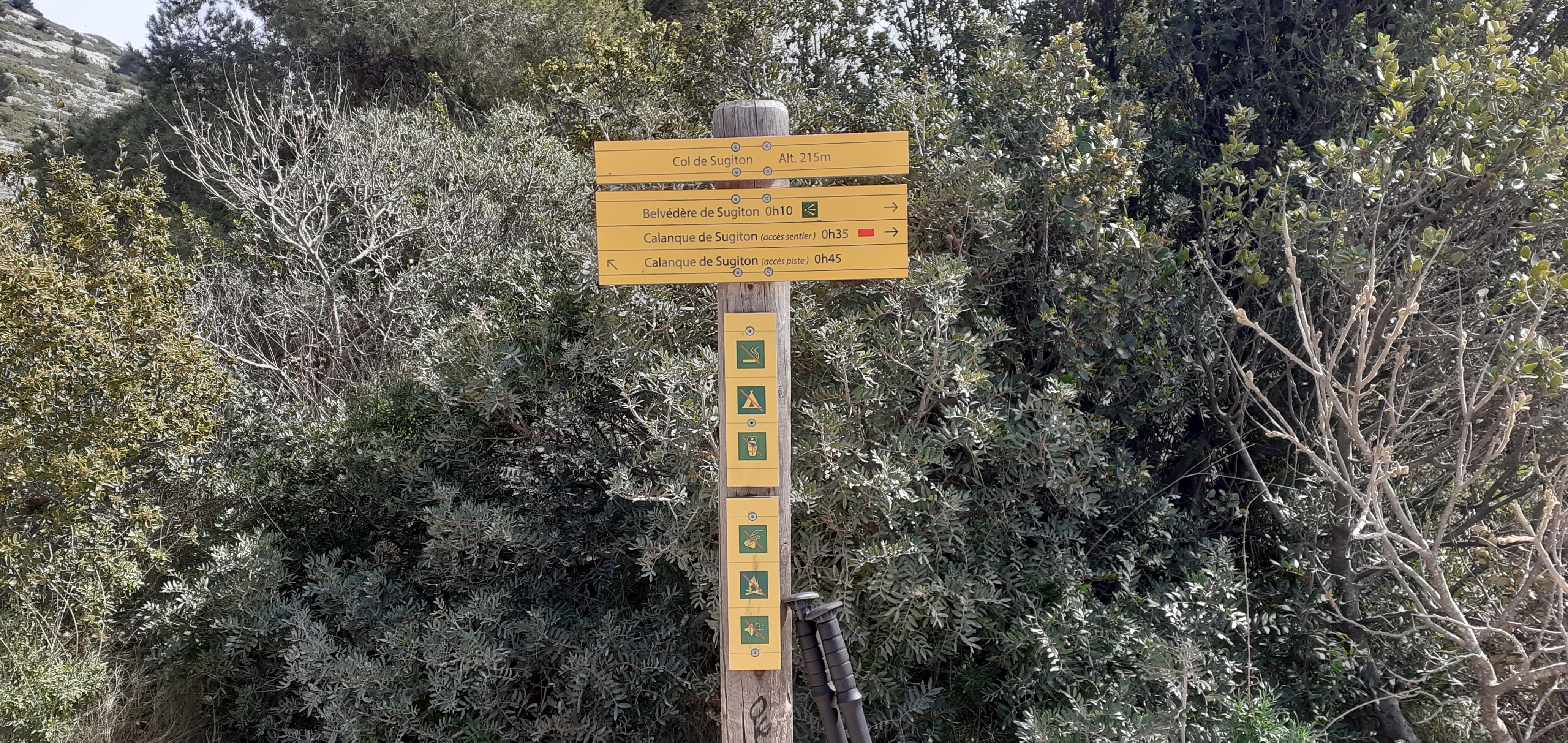
Die Wanderwege in den Calanques sind im Allgemeinen gut markiert

Wanderwege und Gehzeiten zu den Calanques sind etwa:
- Callelongue → Marseilleveyre (50 min), les Queyrons (1 h) und Podestat (1h 15 min);
- Col de Sormiou → l’Escu (1 h);
- La Cayolle → Sormiou (1 h) und l’Escu (1 h 20 min);
- Les Baumettes → Morgiou (1 h) und Sormiou (50 min);
- Luminy → Sugiton (55min) und Morgiou (50 min);
- La Gineste / La Gardiole → En-vau (2 h) und Port-miou (1 h 50 min);
- Halbinsel Cassis → Port-miou (5 min), Port-pin (25 min), En-vau (1 h 10 min).

### Klettern

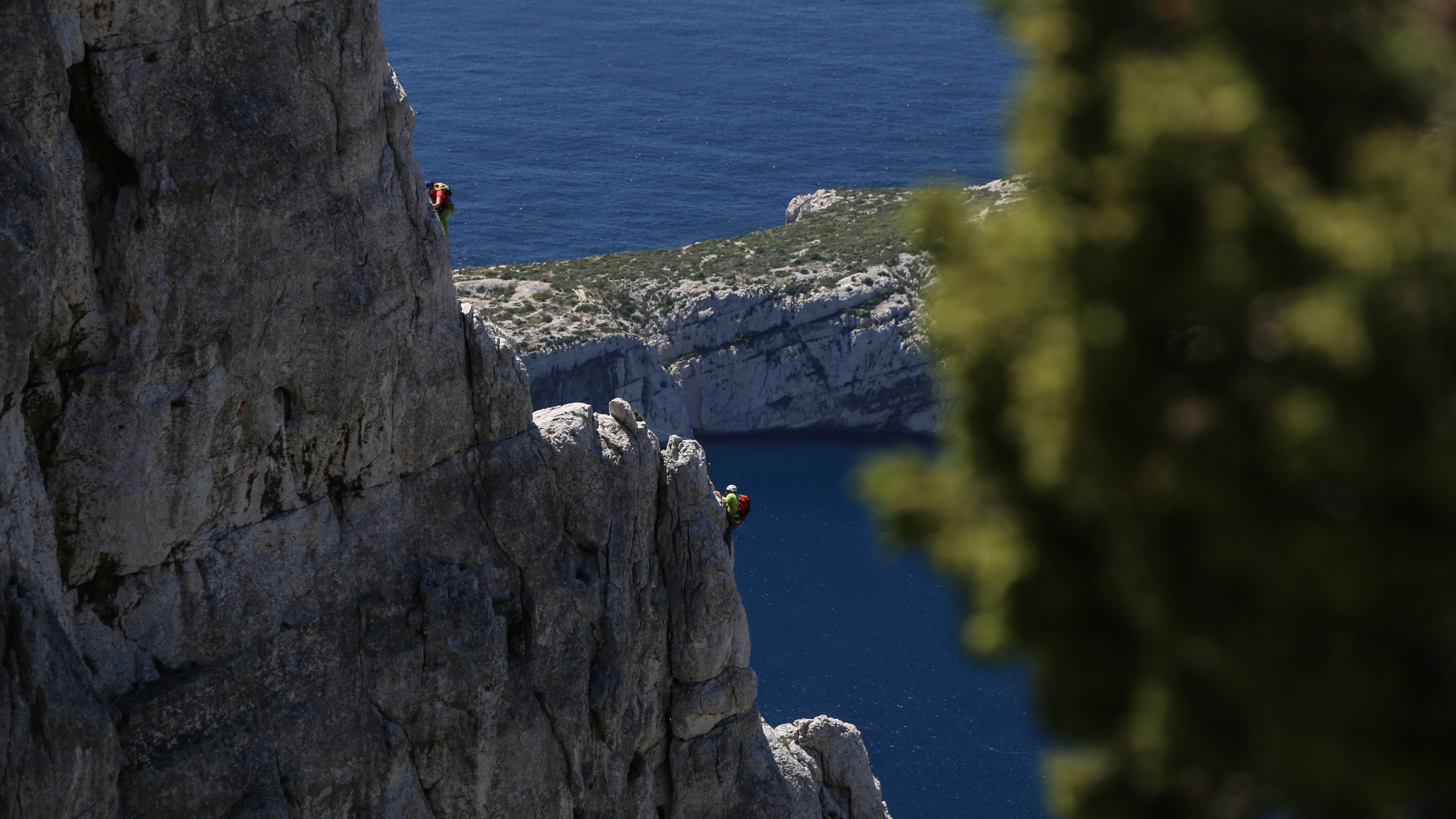
Klettern an einem Grat in der Calanque de Morgiou

In den Calanques wird seit über 100 Jahren geklettert. Im Jahre 2004 gab es in der Calanques 3.436 gut dokumentierte Kletterrouten (2.440 Sport- und 996 Abenteuerrouten). Mit meist einfachen Zugängen und einem zu jeder Jahreszeit günstigen Klima sind die Calanques heute eines der bekanntesten und beliebtesten Klettergebiete in Frankreich und Europa. In der wirtschaftlichen Entwicklung des Departements Bouches-du-Rhône sind Natursportarten nicht berücksichtigt. Im Nationalpark Calanques werden Kletterer nicht mit „offenen Armen“ empfangen, da die Felsen der Calanques eine außergewöhnliche Biodiversität besitzen.  Klettern ist mit größtem Respekt vor der Natur auszuüben. Die Gründung des Nationalparks führte zu einem Verbot der Erschließung neuer Routen und zu Maßnahmen zum Schutze der Fauna und Flora. Die Nationalparkverwaltung bittet, definierte Zugangswege nicht zu verlassen und Betretungsverbote zu Nistklippen einzuhalten.

#### Die Anfänge des Kletterns
Der Gipfel der Grande Candelle wurde erstmals 1879 von dem britischen Konsul Francis W. Mark bestiegen. Damit begann die Erschließung der Calanques durch lokale Bergsteiger. Diese sahen aber in den Felsen und Türmen nur ein Trainingsgebiet für die Alpen. Ab Beginn des 20. Jahrhunderts wurden die entlegenen Orte erkundet wie das Val Vierge oder die Calanque de Devenson, und die wichtigsten Gipfel und Nadeln wurden bestiegen: Rocher des Goudes (1900), Aiguille de Sugiton (1903), Aiguille de Sormiou (1904). In den 1920er Jahren wurden erste große Routen entlang von Graten eröffnet, wie l’Arête de Marseille an der Grande Candelle (April 1927) oder am Rocher Saint-Michel l’Arête de la cordée (Februar 1928).

#### Die Erschließung des Gebietes
Erst durch die Einführung besserer Sicherungsmittel (Felshaken) wurden Routen durch die Felswände eröffnet. Ab den 1930er Jahren erschlossen Kletterer aus Marseille wie Édouard Frendo (1910–1968) immer schwierigere Routen. Der Schwierigkeitsgrad VI wurde in den Calanques erst 1938 von Duchier und Charles Magol mit der Nordwest-Wand des Rocher des Goudes erreicht. In den folgenden zwei Jahrzehnten wurde die Entwicklung des Kletterns in den Calanques von Gaston Rébuffat (1921–1985) und Georges Livanos (1923–2007) entscheidend mitgeprägt, wobei Livanos, genannt „Le Grec“, etwa 400 Routen in den Calanques erstbeging. Beide haben auch das Klettern im gesamten Alpenraum beeinflusst. Mit einer Mischung und freier Kletterei und technischer Kletterei wurden in praktisch allen Felswänden mehrere Routen eröffnet. Ein gutes Beispiel für diese Art Route ist der Éperon des Américains in der Calanque d'En-Vau, 1963 erstbegangen durch die amerikanischen Kletterer Gary Hemming, Royal Robbins und John Harlin. Mit den Jahren, im Geiste der Direttissimas, nahm der Anteil technischer Kletterei an den Routen immer mehr zu. Höhepunkt der technischen Kletterei wurde 1966 durch Mark Vaucher und Le Grec mit der Begehung der Directissime de la Concave erreicht.

#### Die Zeit des Sportkletterns
Bernard Vaucher konstatierte, dass während der 1970er Jahre die Calanques eine untergeordnete Rolle in der Entwicklung des Kletterns eingenommen haben. Die angesagten Klettergebiete dieser Zeit waren das Klettergebiet Verdonschlucht, Buoux im Luberon und Deux Aiguilles am Fuße des Montagne Sainte-Victoire. Die Calanques-Kletterer wie Francois Guillot, Claude Cassin oder Joel Coqueugniot eröffneten schwere und schlecht gesicherte Abenteuer-Routen („terrain aventure“) an schwer zugänglichen Felsen wie der Sektor La Bidule an der Halbinsel Castelvieil  oder Coryphène.
Ende der 1970er Jahre und in den 1980er Jahren wurden sehr viele Routen mit Hilfe von Bohrhaken für das Sportklettern eingerichtet und der Ruf der Calanques verbreitete sich in Frankreich und Europa. Immer schwierigere Freikletterrouten wurden erstbegangen wie Patrick Edlingers „Nymphodalle“ (7c) von 1979 bis hin zu François Legrands „Robi in The Sky“ (9a) von 2000. Ganz im Sinne der Zeit wurden Routen durch alle großen Grotten (La Grotte d’Ours, la Grotte de l’Ermite und das Paroi des Toits) eingerichtet und frei geklettert. Die Erschließung neuer Routen setzte sich in den folgenden Jahrzehnten fort, finanziert von Vereinen und den Gemeinden. Heute gilt an vielen Felsen ein Erschließungsverbot.

### Freizeitschifffahrt, Seekajak und Bootstouren

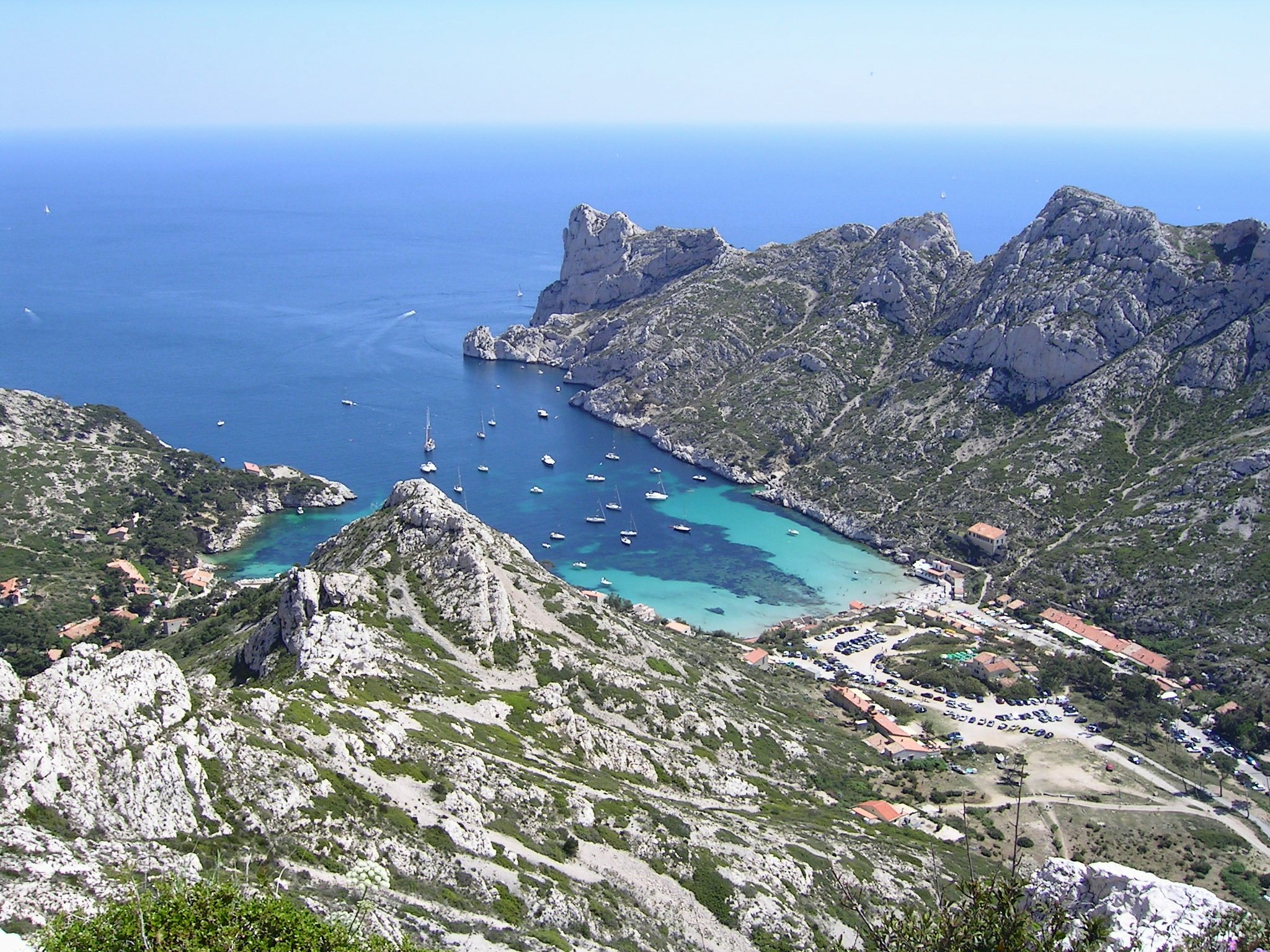
Boote in der Calanque de Sormiou

Die vom Meer aus leicht zugänglichen Calanques sind häufig von Besuchern überlaufen. Um vor allem die Auswirkungen von Motorbooten auf Flora und Fauna zu begrenzen, ist der Zugang zu den Calanques vom Wasser aus reglementiert. Jeder gewerbliche wie auch private Bootsvermieter benötigt eine Genehmigung der Parkverwaltung. Diese stellt fünf Genehmigungen pro Jahr für private Vermieter aus, beziehungsweise eine dauerhafte Genehmigung für gewerbliche Vermieter. Folgende Einschränkungen sind von Bootseignern und Bootsmietern zu beachten: Nicht in verbotenen Zonen ankern, Verbotszonen für Motorschiffe respektieren, Zugangsbeschränkungen zu den Calanques d’En-Vau, Port-Pin und Port-Miou berücksichtigen, in einem Streifen von 300 m entlang der Küste gilt die Geschwindigkeitsbegrenzung von 5 Knoten.
Die Calanques bieten sich wegen der zahlreichen Felsbuchten zum Küstenpaddeln an. Zudem sind einige kleine Höhlen bei ruhigem Wasser mit dem Boot befahrbar, wie z. B. die Grotte Bleue am Eingang zu der Calanque de Morgiou. Bei Seekajaktouren ist auf gute und stabile Wetterverhältnisse zu achten, besonders auf ruhige Windverhältnisse wegen des starken, ablandigen Windes bei Mistral. Schwimmwesten sind Pflicht. An Steilküsten ist nur an wenigen Uferstellen ein Ausstieg möglich. Sonnencreme, Sonnenbrille und eine Kopfbedeckung sowie Trinkwasser und Proviant sind bei längeren Touren unerlässlich. Neoprenschuhe zu tragen ist beim Anlegen in kleinen Buchten sinnvoll, da der Grund oft voller kantiger und spitzer Steine und Seeigel ist. Anlegen ist verboten, wenn der Nationalpark wegen Brandgefahr geschlossen ist.
Der Besuch der Calanques kann in Rahmen von Bootstouren unterschiedlicher Dauer und Länge erfolgen, die von Schifffahrtsgesellschaften von Marseille oder Cassis aus angeboten werden.

### Radfahren und Mountainbiken
Die Calanques sind ein beliebtes Gebiet für Mountainbiker. Routenvorschläge werden auf vielen Online-Plattformen angeboten. Die Benutzung von E-Bikes hat in den letzten Jahren stark zugenommen. Seit November 2021 ist Radfahren und Mountainbiken in den Calanques reglementiert. Fahrräder dürfen nur auf einem Netz erlaubter Pisten, Wege und Pfade benutzt werden. Außerhalb dieses Netzes ist das Radfahren verboten. Eine Online-Karte der erlaubten Wege ist verfügbar.

### Tauchen
Der Nationalpark Calanques beherbergt eine vielfältige und artenreiche Unterwasser-Flora und -Fauna. Auch die Vielseitigkeit der Unterwasserlandschaften ist erheblich mit Höhlen, felsigem Grund, Neptungräsern, Korallenriffen und Unterwasserschluchten. Die zahlreichen Wracks in den Gewässern des Nationalparks machen ihn zu einem Hotspot der Unterwasserarchäologie.
Tauchen ist im Nationalpark erlaubt, aber reglementiert. Die „Tauchercharta“ und die nautischen Vorschriften zum Schutze der Artenvielfalt müssen eingehalten werden. Die Entnahme von archäologischen Artefakten und Überresten ist verboten. Es ist weiter verboten, in den zwei archäologischen Schutzzonen (ZPR) zu tauchen: im Cousteau-Dreieck vor den Inseln Riou und Plane sowie an der Pointe de la Voile am Cap Morgiou. An vielen Tauchspots sind Bojen am Meeresboden befestigt. Es ist empfohlen diese zu benützen, anstatt Anker zu werfen. Der Zugang zu den Bojen ist frei und kostenlos.
In der Calanque de Sormiou entwickelten Jacques-Yves Cousteau („Le Commandant“) und Georges Beuchat die moderne Tauchausrüstung und unternahmen dort ihre ersten Unterwasser-Entdeckungen. Hier wurde das moderne Tauchen geboren.

## Bilder

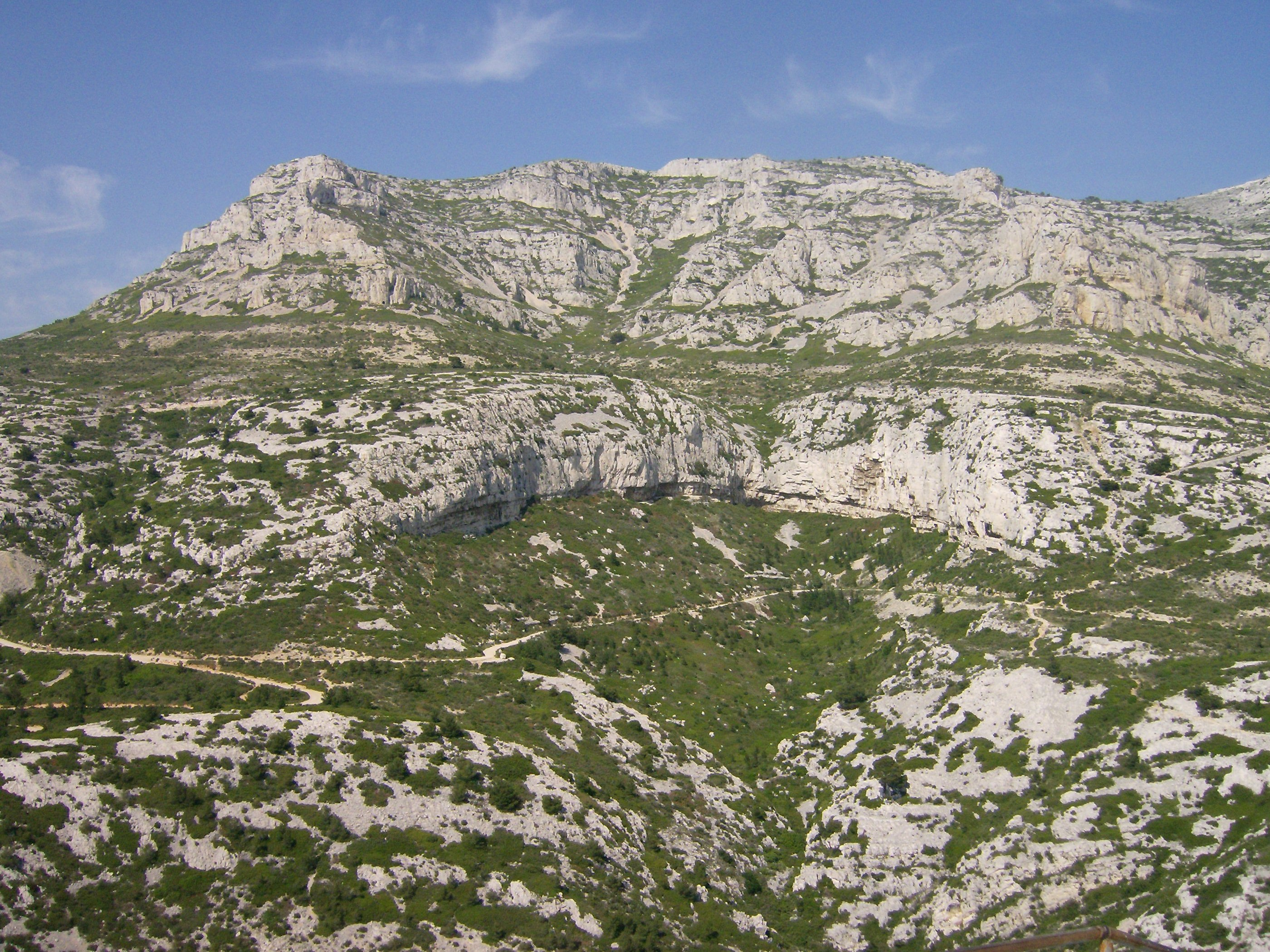
Mont Puget
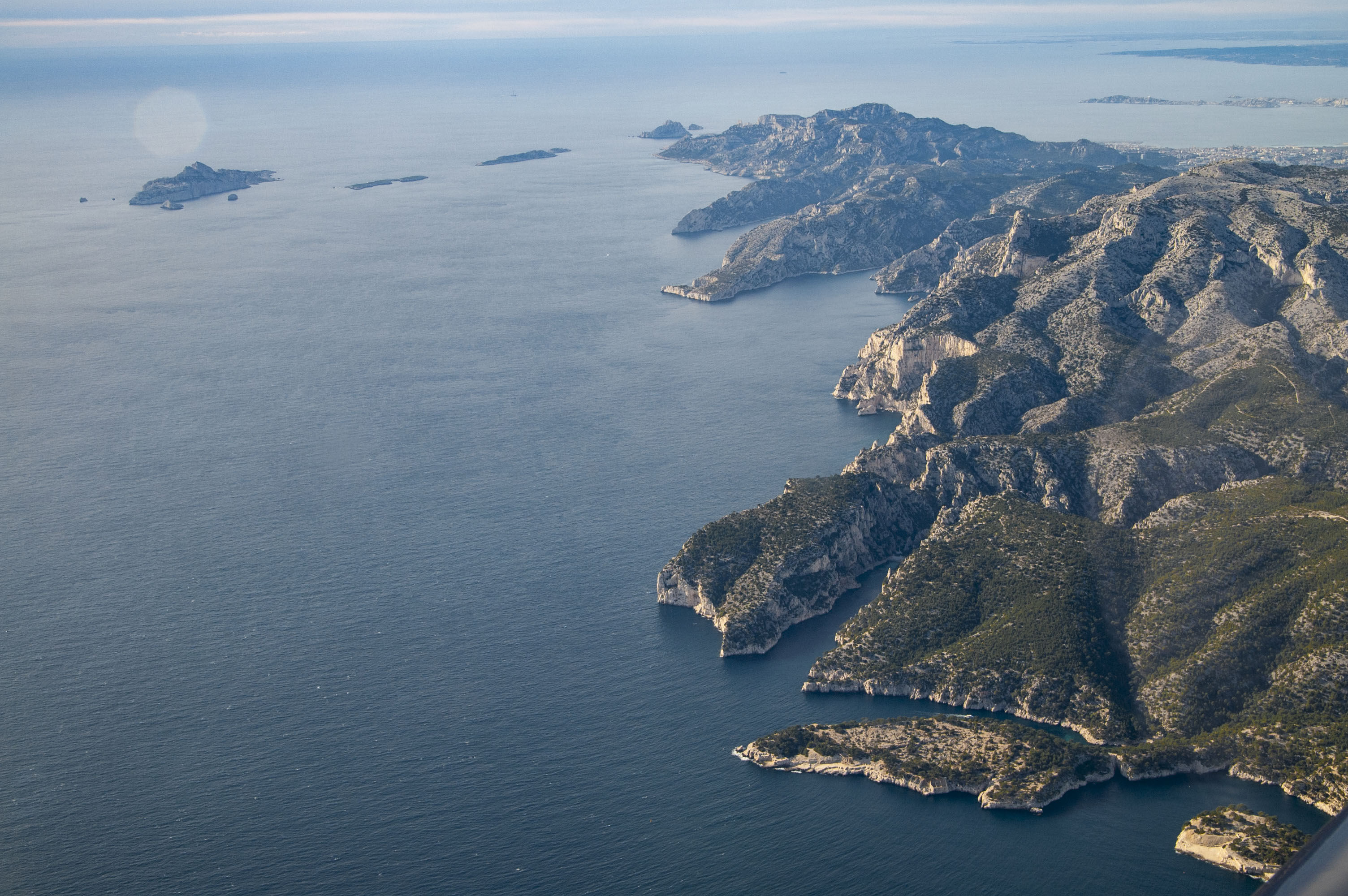
Blick auf die gesamte Küstenlinie der Calanques; Calanque de Port-Pin im Vordergrund
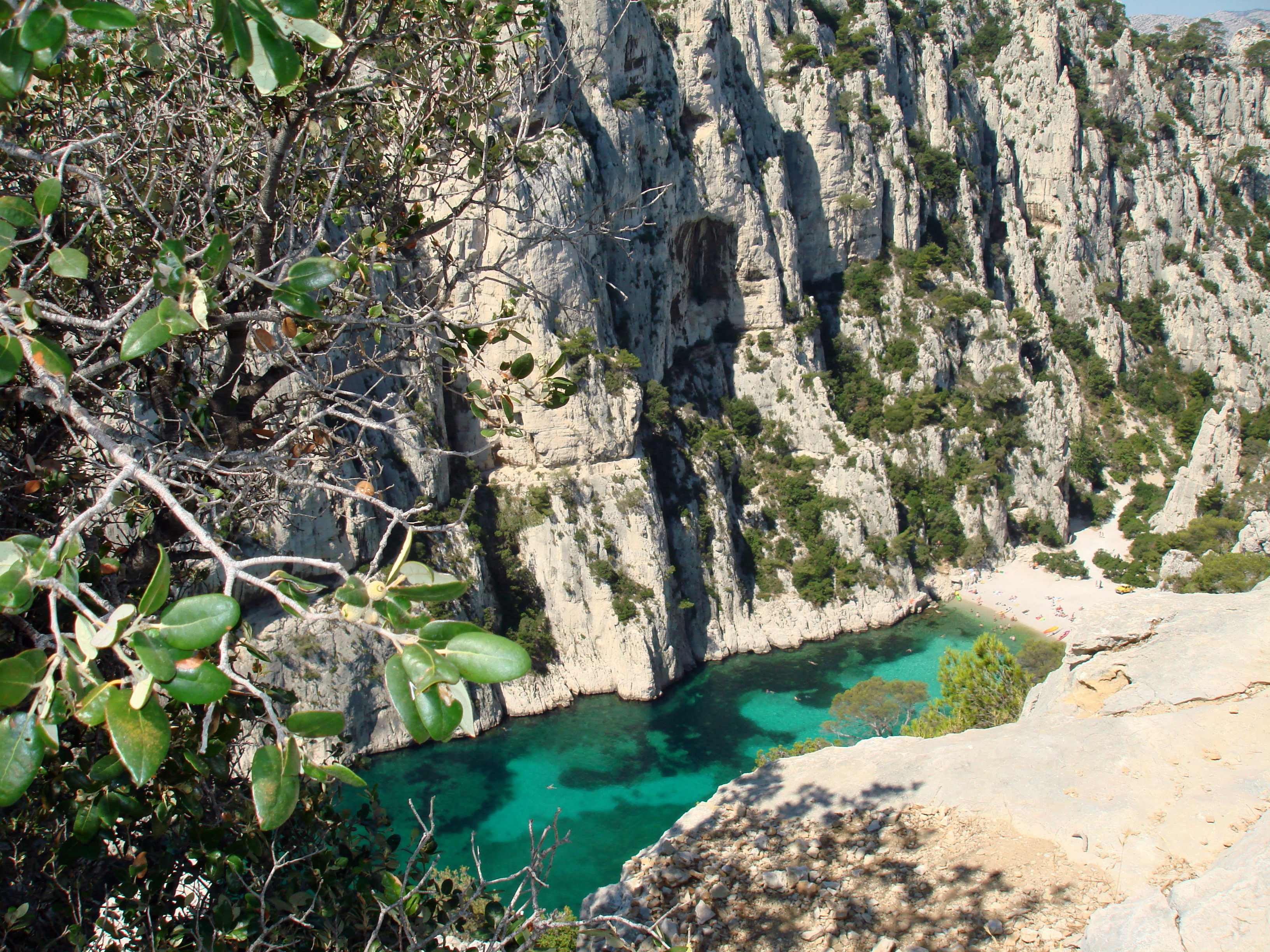
Blick auf den Strand der Calanque d'En-Vau
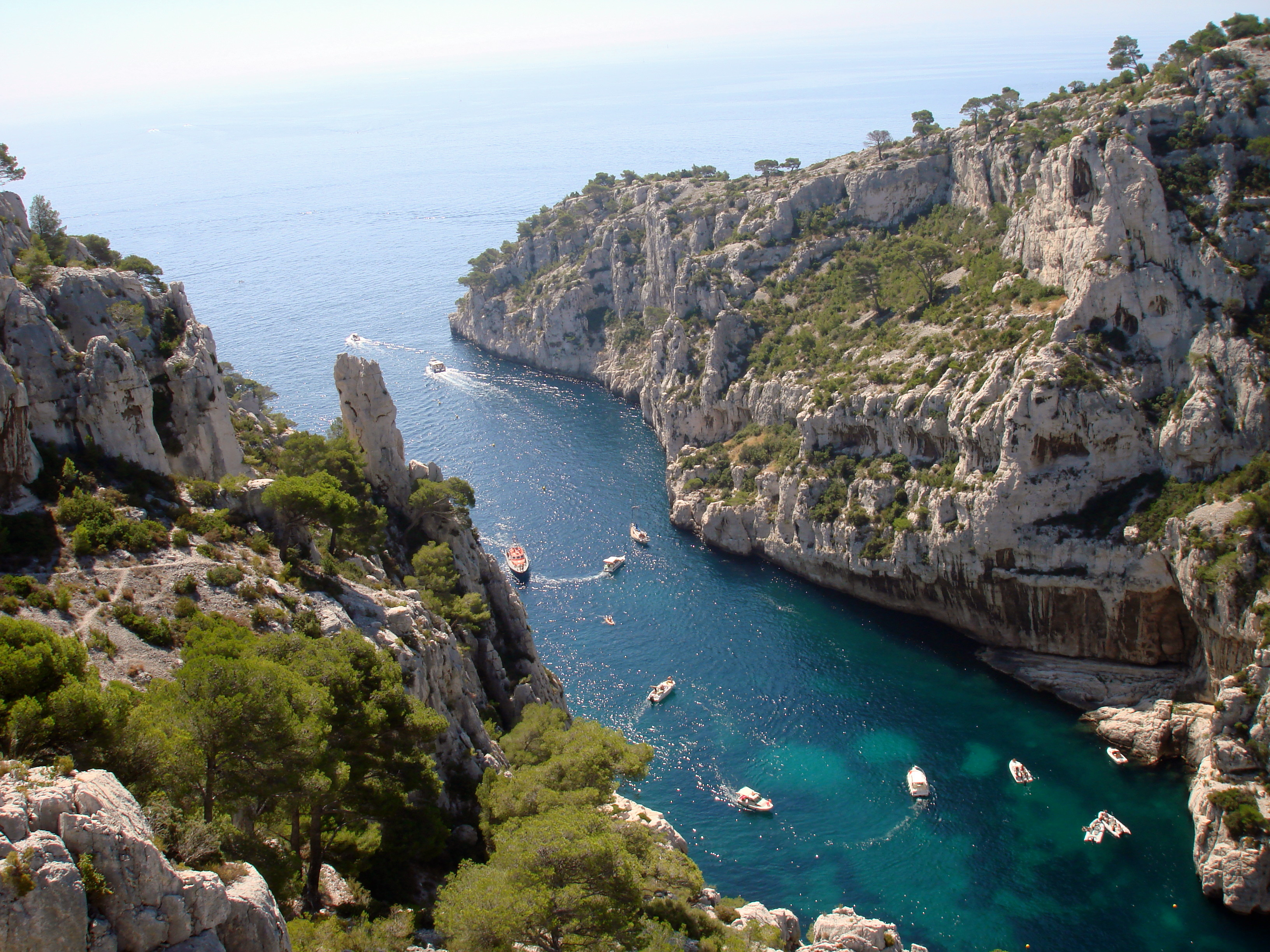
Reger Bootsbetrieb in der Calanque d'En-Vau
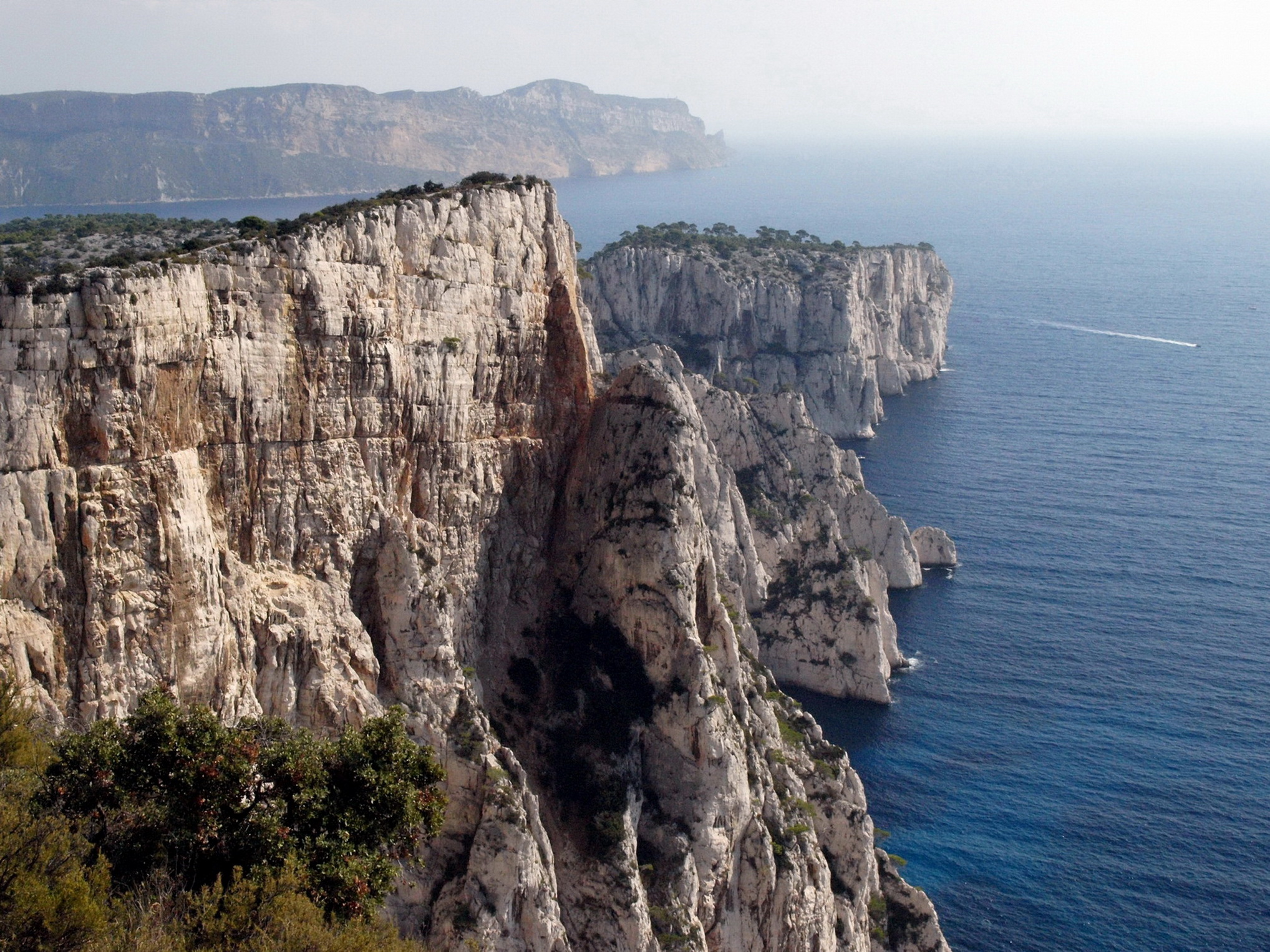
Blick entlang der Küstenlinie bei den Felsen von Devenson
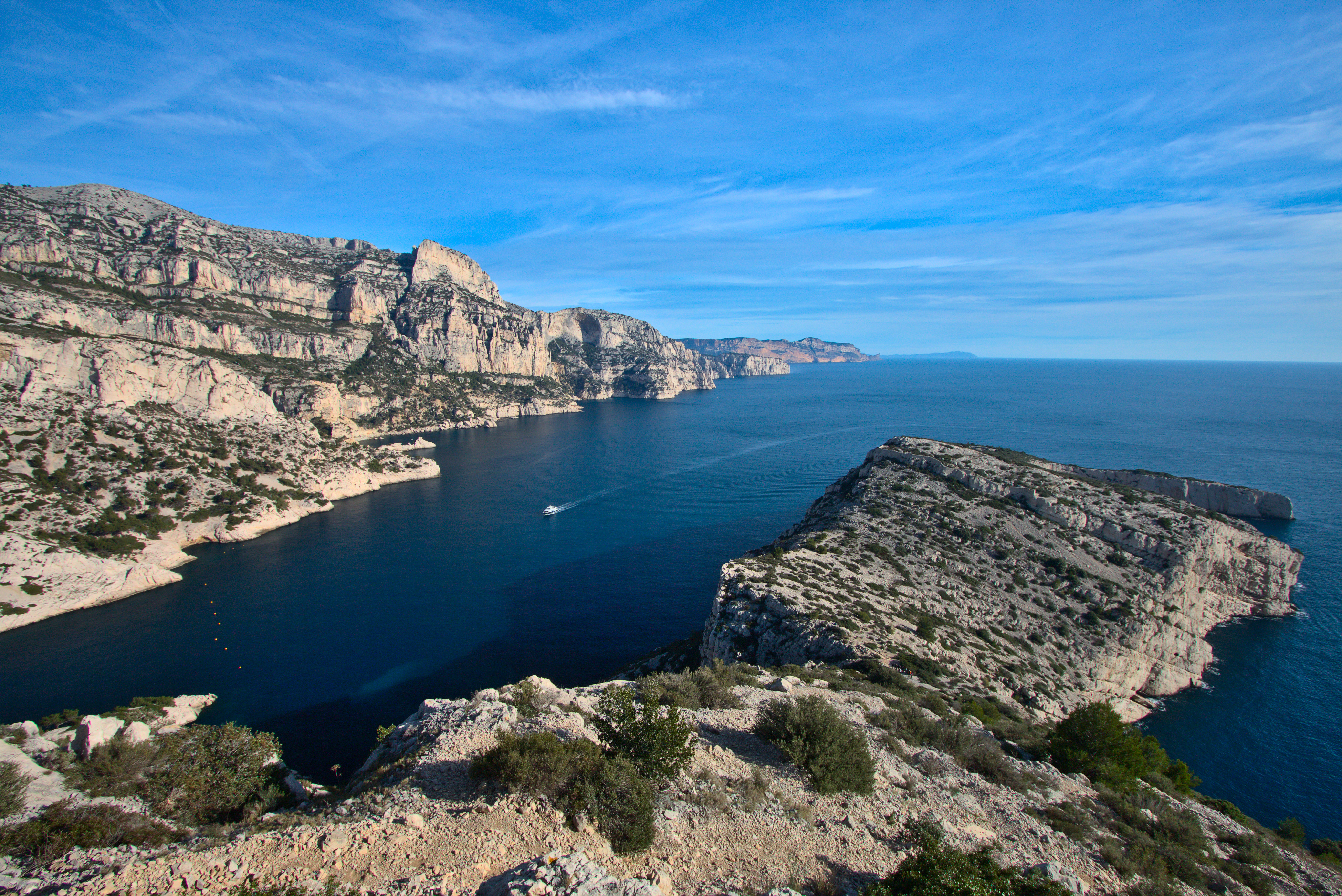
Blick auf das Cap Morgiou